# 孙雨亭
孙雨亭（1911年—2001年3月17日），曾用名孙云生，男，山西夏县人，中华人民共和国政治人物。

## 生平
1926年7月参加革命，1926年加入中国共产主义青年团。1927年1月加入中国共产党。
曾任中共云南省委常委、中共云南省委边疆工委书记、省委组织部部长、省委书记处书记、云南省政协副主席。

## 家庭
第一任妻子廖梅娃为山西夏县人，所生子女包括女儿孙雪亮、孙地娃，儿子孙效苏、孙条山。
第二任阎南君，所生子女包括儿子孙大虹、孙小虹，女儿孙兰兰、孙晓云。